# Bandeira Brasil
Bandeira Brasil, nome artístico de Alcemir Gomes Bastos, foi um cantor, compositor e violonista de música popular brasileira. Compôs cerca de 100 músicas, em sua maioria sambas e pagodes, gravados por diversos intérpretes brasileiros, como Beth Carvalho, Elza Soares, Zeca Pagodinho, Dudu Nobre e grupos como Fundo de Quintal.
Bandeira Brasil foi compositor de samba-enredo da Portela. Também cantava e compunha no Cacique de Ramos, sendo um dos maiores destaques do bloco.

## Discografia (como cantor)
- A cor do samba (2003)

## Discografia (como compositor)
| Ano  | Intérprete                | Álbum                                                                            | Música(s)                           |
| ---- | ------------------------- | -------------------------------------------------------------------------------- | ----------------------------------- |
| 1985 | Fundo de Quintal          | Divina Luz                                                                       | Ópio                                |
| 1986 | Mussum                    | Mussum                                                                           | Festa do Lava Pés                   |
| 1986 | Grupo Pé no Chão          | Sucesso é pagode                                                                 | Ópio                                |
| 1987 | Jovelina Pérola Negra     | Luz do Repente                                                                   | Feira de São Cristóvão              |
| 1987 | Dellano                   | Força do Amor                                                                    | Coisa do Céu                        |
| 1987 | Jorginho do Império       | Jorginho do Império                                                              | Oi Quebra Coco                      |
| 1987 | Só Preto Sem Preconceito  | Só Preto Sem Preconceito                                                         | Tamarineira Ilha de Marajó          |
| 1987 | Grupo Arte Final          | Pagode Esperto                                                                   | Horizonte Perdido                   |
| 1987 | Ircéa                     | Feito Diadema                                                                    | Samba Curandeiro                    |
| 1988 | Elza Soares               | Voltei                                                                           | Erê                                 |
| 1988 | Fundo de Quintal          | O show tem que continuar                                                         | Romance dos Astros                  |
| 1988 | Martins do Amor           | Inspiração de Poeta                                                              | Here                                |
| 1988 | Beth Carvalho             | Alma do Brasil                                                                   | Seleção de sambas da antiga         |
| 1989 | Reinaldo                  | Reinaldo                                                                         | Lotação                             |
| 1990 | Biro do Cavaco            | Biro do Cavaco                                                                   | Como Um Beija-flor                  |
| 1990 | Bruno Maia                | Bruno Maia                                                                       | Amor de Calça Jeans                 |
| 1991 | Dunga                     | Simplicidade                                                                     | Circo Armado                        |
| 1991 | Marquinhos Satã           | Meu Dia-a-dia                                                                    | Negritude Axé                       |
| 1991 | Reinaldo                  | Papel Assinado                                                                   | Minha Gueixa                        |
| 1991 | Mistura Fina              | Grupo Mistura Fina e Seus Convidados                                             | Festa da Fé                         |
| 1993 | Fundo de Quintal          | A Batucada dos Nossos Tantãs                                                     | Motivos                             |
| 1993 | Grupo Sem                 | Te Querendo Tanto                                                                | Andam Dizendo                       |
| 1993 | Elizeth Rosa              | Nos Braços do Amor                                                               | Feitiço                             |
| 1993 | Grupo Tom Maior           | Um Toque de Sedução                                                              | Andam Dizendo                       |
| 1993 | Grupo Arte Final          | Renascer                                                                         | Aconteceu O Amor                    |
| 1995 | Samba Lá de Casa          | Samba De Fato                                                                    | Tumbeiros                           |
| 1995 | Luiz Carlos da Vila       | Raças Brasil                                                                     | A Vitória De Chico Magia 13 De Maio |
| 1995 | Grupo Raça                | Pura Emoção                                                                      | Noite De Lua Cheia                  |
| 1995 | Grupo Afirmação           | Coisa Louca                                                                      | Mina                                |
| 1997 | Grupo Raça                | Paixão                                                                           | Pode Chegar                         |
| 1997 | Luizinho SP               | Luizinho SP                                                                      | Ginga Na Roda Iaiá Nosso Caso       |
| 1997 | Zeca Pagodinho            | Hoje é Dia de Festa                                                              | Nega Dadivosa                       |
| 1997 | Alô Som                   | Vamos Nessa                                                                      | É o Amor Eu Me Amarro Cem Você      |
| 1998 | Neguinho da Beija-Flor    | Essência Pura                                                                    | Me Deixa Cuidar De Você             |
| 1998 | Grupo 100%                | Hoje Vou Pagodear                                                                | Chora Viola                         |
| 1998 | Bokaloka                  | Apaixonado                                                                       | Tô Bolado                           |
| 1999 | Dudu Nobre                | Dudu Nobre                                                                       | Cheio De Amor Pra Dar               |
| 1999 | Velha Guarda da Mangueira | Velha Guarda da Mangueira e Convidados                                           | Insônia                             |
| 2000 | Zeca Pagodinho            | Água da Minha Sede                                                               | A Paisagem                          |
| 2000 | Grupo Revelação           | Revelação                                                                        | Casal Perfeito                      |
| 2000 | Face a Face               | Face a Face                                                                      | Mete A Mão Nesse Pandeiro           |
| 2000 | Diversos                  | Os Melhores do Ano II - Ao Vivo                                                  | Romance De Astros                   |
| 2000 | Ernesto Pires             | Novos Quilombos                                                                  | Novos Quilombos                     |
| 2001 | Diversos                  | Coleção 4 em 1 - Zeca Pagodinho, Dudu Nobre, Martinho da Vila e Bezerra da Silva | Cheio De Amor Pra Dar               |
| 2003 | Grupo Revelação           | Novos Tempos                                                                     | O Samba Vem Me Chamar               |
| 2003 | Salgadinho                | Lua de Mel                                                                       | Pra Namorar                         |
| 2004 | Marquinho Santanna        | Nosso Show - Ao Vivo                                                             | Negritude Axé                       |
| 2005 | Luiz Carlos da Vila       | Um Cantar a Vontade                                                              | Romance dos Astros                  |
| 2005 | Diversos                  | Renascença Clube - Samba do Trabalhador                                          | Lágrimas De Fogo                    |
| 2006 | Fundo de Quintal          | Pela Hora                                                                        | Saravá, Meu Pai!                    |
| 2006 | Marquinho Santanna        | Mais Feliz                                                                       | A Nossa Canção No Rádio             |
| 2006 | Diversos                  | Fran's Café - Samba                                                              | Lágrimas De Fogo                    |
| 2006 | Gabrielzinho do Irajá     | Ninar Meu Samba                                                                  | Tamarineira                         |
| 2006 | Revelação                 | Velocidade da Luz                                                                | Coração Cigano                      |
| 2008 | Leci Brandão              | Eu e o Samba                                                                     | Casal Perfeito                      |
| 2011 | Célia Silva               | Novamente                                                                        | Maria Lavadeira                     |
| 2014 | Fundo de Quintal          | Só Felicidade                                                                    | Hoje Tem Festa                      |
| 2017 | Os Originais do Samba     | Hoje, Ontem e Sempre                                                             | Nega Virtual                        |
| 2018 | Grupo Etnia               | O Pagode Já Vai Começar                                                          | Samba Ou Sampa                      |
| 2019 | Galocantô                 | Galocantô canta Luiz Carlos da Vila (Ao Vivo)                                    | Romance dos Astros                  |
| 2020 | Nuno Bastos               | Coração em Desalinho - Os Sambas de Ratinho                                      | Amante de Verdade                   |
| 2024 | Galocantô                 | Luiz Carlos da Vila, 75 Anos (Ao Vivo)                                           | Circo Armado                        |
|      | Diversos                  | Apoteose ao Samba - Volume II                                                    | Tamarineira                         |
|      | Maurição                  | Os Olhos Verdejantes da Natura                                                   | Beto É Samba                        |